# Sam Greco
Salvatore "Sam" Greco (nacido el 3 de mayo de 1967 en Melbourne, Australia) es kickboxer y artista marcial mixto australiano de ascendencia italiana que peleó en Kyokushin karate, kickboxing profesional y torneos de K-1. Empezó a competir en torneos de full contact, en 1995 tuvo su debut en K-1 en el evento "K-1 Hercules", un año después participó en su primer torneo de "K-1 World Grand Prix". En el año 2005 tras haberse retirado de la competición profesional Sam se dedicó a entrenar a otros luchadores como Bob Sapp.
Desde el año 2007 se ha dedicado a actuar en series de televisión si bien anteriormente ya había trabajado como actor en películas como "Under the Gun", "Scooby-Doo" o en la comedia australiana "Fat Pizza".

## Récord en K-1
| Resultado | Record     | Rival                 | Método    | Evento                                            | Fecha                    | Asalto | Tiempo | Lugar                | Notas                                                                                |
| --------- | ---------- | --------------------- | --------- | ------------------------------------------------- | ------------------------ | ------ | ------ | -------------------- | ------------------------------------------------------------------------------------ |
| Derrota   | 16-9-2 (2) | Peter Graham          | TKO       | K-1 World Grand Prix 2003 Final Elimination       | 11 de octubre de 2003    | 2      | 0:30   | Osaka, Japón         | No logra clasificarse para el K-1 Grand Prix '03 Final                               |
| Derrota   | 16-8-2 (2) | Ernesto Hoost         | TKO       | K-1 The Millennium                                | 23 de abril de 2000      | 3      | 3:00   | Osaka, Japón         |                                                                                      |
| Derrota   | 16-7-2 (2) | Mirko Filipović       | TKO       | K-1 Grand Prix '99 Final Round Semifinales        | 5 de diciembre de 1999   | 2      | 2:50   | Tokio, Japón         |                                                                                      |
| Victoria  | 16-6-2 (2) | Ray Sefo              | Decisión  | K-1 Grand Prix '99 Final Round Cuartos de final   | 5 de diciembre de 1999   | 3      | 3:00   | Tokio, Japón         |                                                                                      |
| Victoria  | 15-6-2 (2) | Stefan Leko           | Decisión  | K-1 World Grand Prix '99 Opening Round            | 5 de octubre de 1999     | 3      | 2:35   | Osaka, Japón         | Se clasifica para el K-1 Grand Prix '99 Final                                        |
| Derrota   | 14-6-2 (2) | Peter Aerts           | KO        | K-1 Dream '99                                     | 18 de julio de 1999      | 2      | 1:38   | Nagoya, Japón        |                                                                                      |
| Victoria  | 14-5-2 (2) | Mike Bernardo         | Decisión  | K-1 Braves '99                                    | 20 de junio de 1999      | 5      | 3:00   | Fukuoka, Japón       | Gana el título W.A.K.O. Pro World Muay Thai Super Heavyweight                        |
| Cancelada | 13-5-2 (2) | Samir Benazzouz       | Cancelada | K-1 The Challenge '99                             | 22 de marzo de 1999      | 2      | 3:00   | Tokio, Japón         | Cancelada por lesión en la pierna derecha de Greco                                   |
| Derrota   | 13-5-2 (1) | Andy Hug              | Decisión  | Nagoya Grand Prix 2002                            | 13 de diciembre de 1998  | 3      | 3:00   | Tokio, Japón         |                                                                                      |
| Victoria  | 13-4-2 (1) | Ernesto Hoost         | TKO       | K-1 Grand Prix '98 Final Round Cuartos de final   | 13 de diciembre de 1998  | 2      | 3:00   | Tokio, Japón         |                                                                                      |
| Victoria  | 12-4-2 (1) | Matt Skelton          | Decisión  | K-1 World Grand Prix '98 Opening Round            | 27 de septiembre de 1998 | 5      | 3:00   | Osaka, Japón         | Clasificado para el K-1 Grand Prix '98 Final                                         |
| Victoria  | 11-4-2 (1) | Carl Bernardo         | TKO       | Crash at the Crown                                | 24 de mayo de 1998       | 5      |        | Melbourne, Australia |                                                                                      |
| Derrota   | 10-4-2 (1) | Jérôme Le Banner      | KO        | K-1 Dream '98                                     | 18 de julio de 1998      | 2      | 2:07   | Nagoya, Japón        |                                                                                      |
| Derrota   | 10-3-2 (1) | Francisco Filho       | KO        | K-1 Grand Prix '97 Final Quarter final            | 9 de noviembre de 1997   | 1      | 0:15   | Tokio, Japón         |                                                                                      |
| Victoria  | 10-2-2 (1) | Jean-Claude Leuyer    | KO        | K-1 Grand Prix '97 1st Round                      | 9 de octubre de 2000     | 2      | 1:55   | Osaka, Japón         | Clasificado para el K-1 Grand Prix '97 Final                                         |
| Victoria  | 9-2-2 (1)  | Branko Cikatić        | KO        | K-1 Dream '97                                     | 20 de julio de 1997      | 1      | 2:58   | Nagoya, Japón        |                                                                                      |
| Empate    | 8-2-2 (1)  | Andy Hug              | Decisión  | K-1 Braves '97                                    | 29 de abril de 1997      | 5      | 3:00   | Fukuoka, Japón       |                                                                                      |
| Empate    | 8-2-1 (1)  | Jérôme Le Banner      | Decisión  | K-1 Hercules '96                                  | 8 de diciembre de 1996   | 5      | 3:00   | Nagoya, Japón        |                                                                                      |
| Victoria  | 8-2 (1)    | Gerry Harris          | TKO       | K-1 Star Wars '96                                 | 18 de octubre de 1996    | 1      | 2:38   | Yokohama, Japón      |                                                                                      |
| Cancelada | 7-2 (1)    | Musashi               | Cancelada | K-1 Revenge '96                                   | 1 de septiembre de 1996  | 3      | 0:22   | Osaka, Japón         |                                                                                      |
| Derrota   | 7-2        | Musashi               | TKO       | K-1 Grand Prix '96 Cuartos de final               | 6 de mayo de 1996        | 1      | 3:00   | Yokohama, Japón      | El médico paró la pelea por tener el dedo del pie roto.                              |
| Victoria  | 7-1        | Perry Telgt           | Decisión  | K-1 Grand Prix '96 Opening Battle                 | 10 de marzo de 1996      | 5      | 3:00   | Yokohama, Japón      | Clasificado para el K-1 Grand Prix '96 Final                                         |
| Victoria  | 6-1        | Duane Van Der Merwe   | KO        | K-1 Hercules                                      | 9 de diciembre de 1995   | 1      | 1:24   | Nagoya, Japón        |                                                                                      |
| Victoria  | 5-1        | Stan Longinidis       | Decisión  | The Best of the Best Tournament, Final            | 22 de octubre de 1995    | 3      | 3:00   | Melbourne, Australia | Gana el "The Best of the Best Tournament"                                            |
| Victoria  | 4-1        | Ben Hamilton          | Decisión  | The Best of the Best Tournament, Semi final       | 22 de octubre de 1995    | 3      | 3:00   | Melbourne, Australia |                                                                                      |
| Victoria  | 3-1        | Sam Sweet             | KO        | The Best of the Best Tournament, Cuartos de final | 22 de octubre de 1995    | 1      |        | Melbourne, Australia |                                                                                      |
| Derrota   | 2-1        | Peter Aerts           | Decisión  | K-1 Revenge II                                    | 3 de septiembre de 1995  | 5      | 3:00   | Yokohama, Japón      |                                                                                      |
| Victoria  | 2-0        | Vjatcheslav Soukhanov | KO        | K-1 Grand Prix '95 Opening Battle                 | 3 de marzo de 1995       | 3      | 1:33   | Tokio, Japón         | Se clasifica para el K-1 Grand Prix '95 Final pero no pudo participar por lesión.    |
| Victoria  | 1-0        | Masaaki Satake        | KO        | K-1 Legend                                        | 10 de diciembre de 1994  | 2      | 1:27   | Nagoya, Japón        | Gana el título de campeón del mundo de Muay Thai de super pesos pesados de la W.K.A. |

## Récord en artes marciales mixtas
| Resultado | Record | Oponente       | Método   | Evento                    | Fecha                   | Asalto | Tiempo | Lugar          | Notas |
| --------- | ------ | -------------- | -------- | ------------------------- | ----------------------- | ------ | ------ | -------------- | ----- |
| Victoria  | 3-1-1  | Shungo Oyama   | KO       | Hero's 3                  | 9 de julio de 2005      | 1      | 2:37   | Tokio, Japón   |       |
| Victoria  | 2-1-1  | Heath Herring  | TKO      | Hero's 1                  | 26 de marzo de 2005     | 1      | 2:41   | Saitama, Japón |       |
| Derrota   | 1-1-1  | Lyoto Machida  | Decisión | K-1 MMA ROMANEX           | 22 de mayo de 2004      | 3      | 5:00   | Saitama, Japón |       |
| Victoria  | 1-0-1  | Stefan Gamlin  | Sumisión | K-1 Beast 2004 in Niigata | 14 de marzo de 2004     | 1      | 0:25   | Niigata, Japón |       |
| Empate    | 0-0-1  | Masaaki Satake | Decisión | Inoki Bom-Ba-Ye 2001      | 31 de diciembre de 2001 | 3      | 5:00   | Saitama, Japón |       |